# Stefan Żeromski
Stefan Żeromski (14. října 1864, Strawczyn, Ruské impérium, dnes Polsko – 20. listopadu 1925, Varšava, Polsko) byl polský spisovatel a dramatik patřící do uměleckého hnutí Mladé Polsko. Často bývá nazýván "synem polské literatury" nebo "svědomím národa". Psal také pod literárními pseudonymy: Maurycy Zych, Józef Katerla a Stefan Iksmoreż.

## Život
Stefan Żeromski se narodil ve zchudlé šlechtické rodině. Jeho otec Wincent nemohl jít při tzv. lednovém povstání bojovat, kvůli nemoci jeho ženy, zato vojáky materiálně podporoval v jejich boji proti ruské nadvládě. Żeromski navštěvoval školu v Kielcích, přestože bydlel ve Strawczynu. V roce 1874 studoval na kielském gymnáziu obor literatura. Matka mu zemřela v roce 1879 a otec v roce 1883. Roku 1886 onemocněl tuberkulózou. Kvůli tomuto onemocnění a kvůli finančním těžkostem studium na gymnáziu ukončil předčasně v roce 1886, aniž získal maturitu. V té době se setkal se socialistickými myšlenkami a účastnil se i agitační činnosti mezi dělníky. Živil se jako soukromý učitel. V roce 1892 pobýval Żeromski krátce v Curychu, Vídni, Praze i Krakově. V témže roce se Żeromski oženil. Odjel se ženou i jejími dcerami z prvního manželství do Švýcarska, kde pracoval jako knihovník v polském muzeu (Muzeum Narodowe Polskie) v Rapperswil. Tam napsal svůj román Syzyfowe prace. Ve Švýcarsku se setkal mimo jiné s Gabrielem Narutowiczem a Edwardem Abramowskim.
Roku 1897 se Żeromski vrátil do Polska, kde až do roku 1904 pracoval také jako knihovník v Bibliotece Ordynacji Zamojskiej. V roce 1899 se mu narodil syn Adam. V roce 1904 se Żeromski přestěhoval do Zakopaneho a věnoval se pouze literatuře. Od roku 1905 se Żeromski angažoval v různých socialistických organizacích a inicioval vzdělávací kursy pro dělnickou mládež. V roce 1909 odjel s rodinou do Paříže, kde strávil tři roky. V roce 1913 si vzal za ženu malířku Annu Zawadzkou, se kterou měl dceru Moniku. Po vypuknutí první světové války se Żeromski přihlásil do polských legií, ale do bojů nezasáhl. Roku 1918 se vrátil. Během války v roce 1918 onemocněl a zemřel jeho syn Adam. Na podzim téhož roku se Żeromski stal, jakožto známá osobnost, prezidentem efemérní Republiky Zakopané, jejíž činitelé si silně angažovali v československo-polských pohraničních sporech na Oravě a Spiši.
Od roku 1921 dostal možnost bydlet v Královském zámku ve Varšavě, který byl v té době využíván i jako sídlo významných osob politiky a kultury. V roce 1924 byl nominován na Nobelovu cenu za literaturu.
Zemřel roku 1925 a je pohřben na hřbitově 'Cmentarz ewangelicko-reformowany' ve Varšavě. V roce 1928 bylo na jeho počest pojmenováno muzeum v Kielcích.

## Dílo

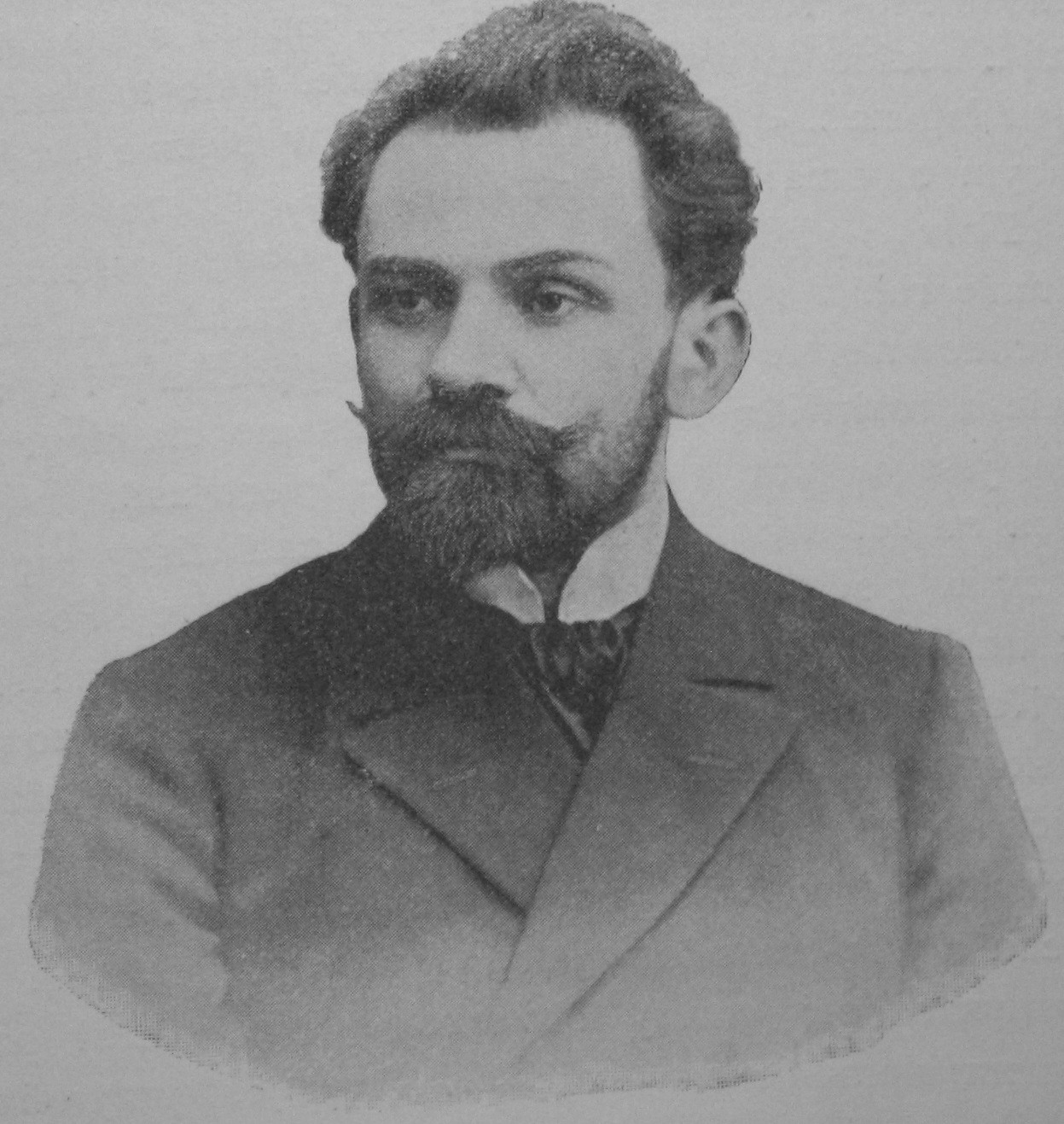
Stefan Żeromski

- Rozdziobią nas kruki, wrony (1895, Rozklovou nás krkavci a vrány) - sbírka povídek
- Opowiadania (1895, Povídky) - povídky
- Syzyfowe prace (1897, Práce Sysyfovy) - román; jméno od jedné postavy si vybral za svůj pseudonym sovětský politik Karl Radek.
- Promień (1897, Paprsek) - román
- Ludzie bezdomni (1900, Lidé bez domova) - román
- Popioły (1904, Popely) - historický román z doby vzniku polských legií v Napoleonské armádě [4].
- Dzieje grzechu (1908, Historie hříchu, starší překlad pod názvem Dějiny hříchu)
- Duma o hetmanie (1908, Elegie pro hejtmana)
- Uroda życia (1912, Kouzlo života) - román
- Wierna rzeka (1912, Věrná řeka)

- Walka z szatanem (1916-1919, Boje se satanem) - román
- Wiatr od morza (1922, Vítr od moře) - román
- Przedwiośnie (1925, Předjaří, starší překlad pod názvem Podjaří) - románStefan Żeromski; obraz od Eligiusze Niewiadomského, 1900

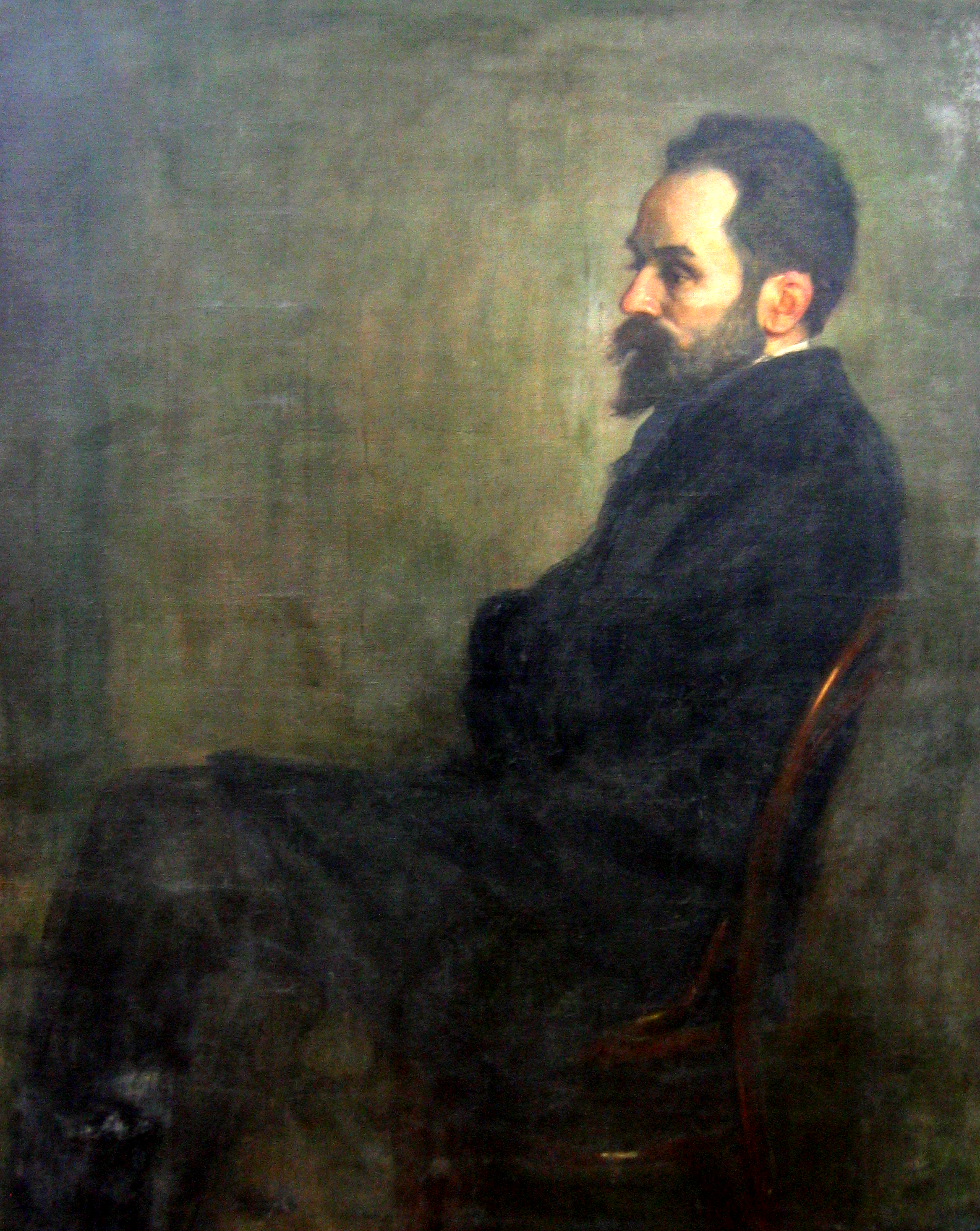
Stefan Żeromski; obraz od Eligiusze Niewiadomského, 1900

- Snobizm i postęp (1923, Snobismus a pokrok) - eseje
- Dzienniki (Deníky)

### Dramata
- Róza (1909, Růže) - reakce na revoluci v roce 1905
- Sułkowski (1910)
- Biała rękawiczka (1921, Bílá rukavička)
- Turoń (1923)
- Uciekła mi przepióreczka (1924, Utekla mi křepelička) - nejhranější Żeromského hra

## Fotogalerie

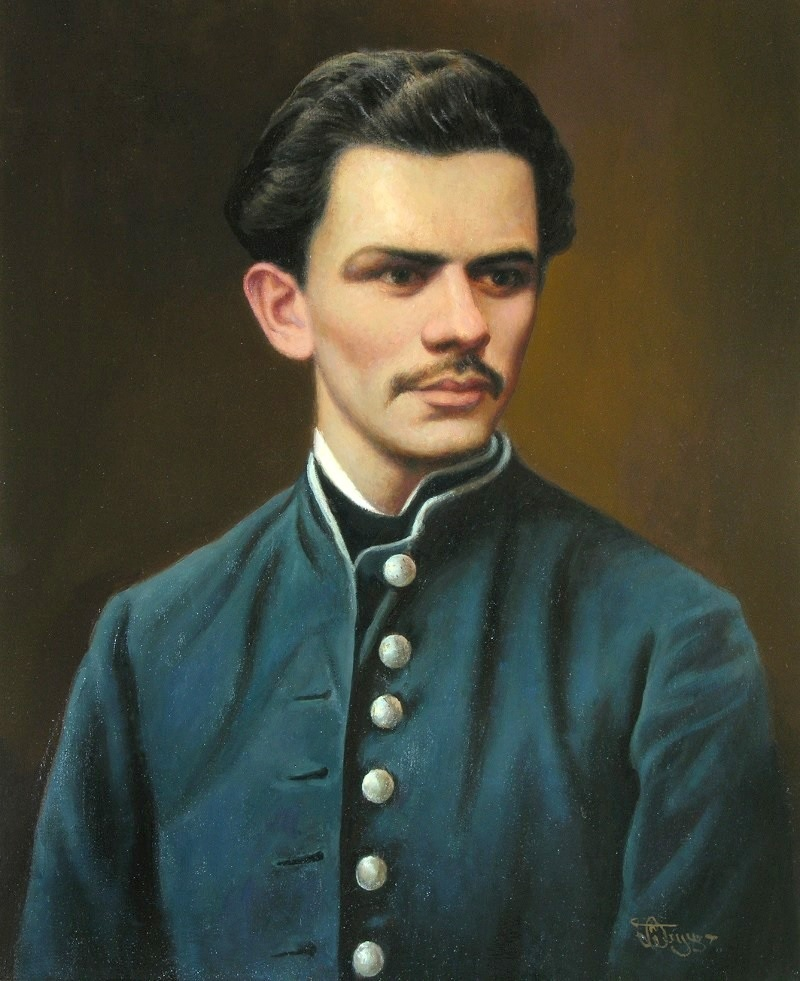
Stefan Żeromski
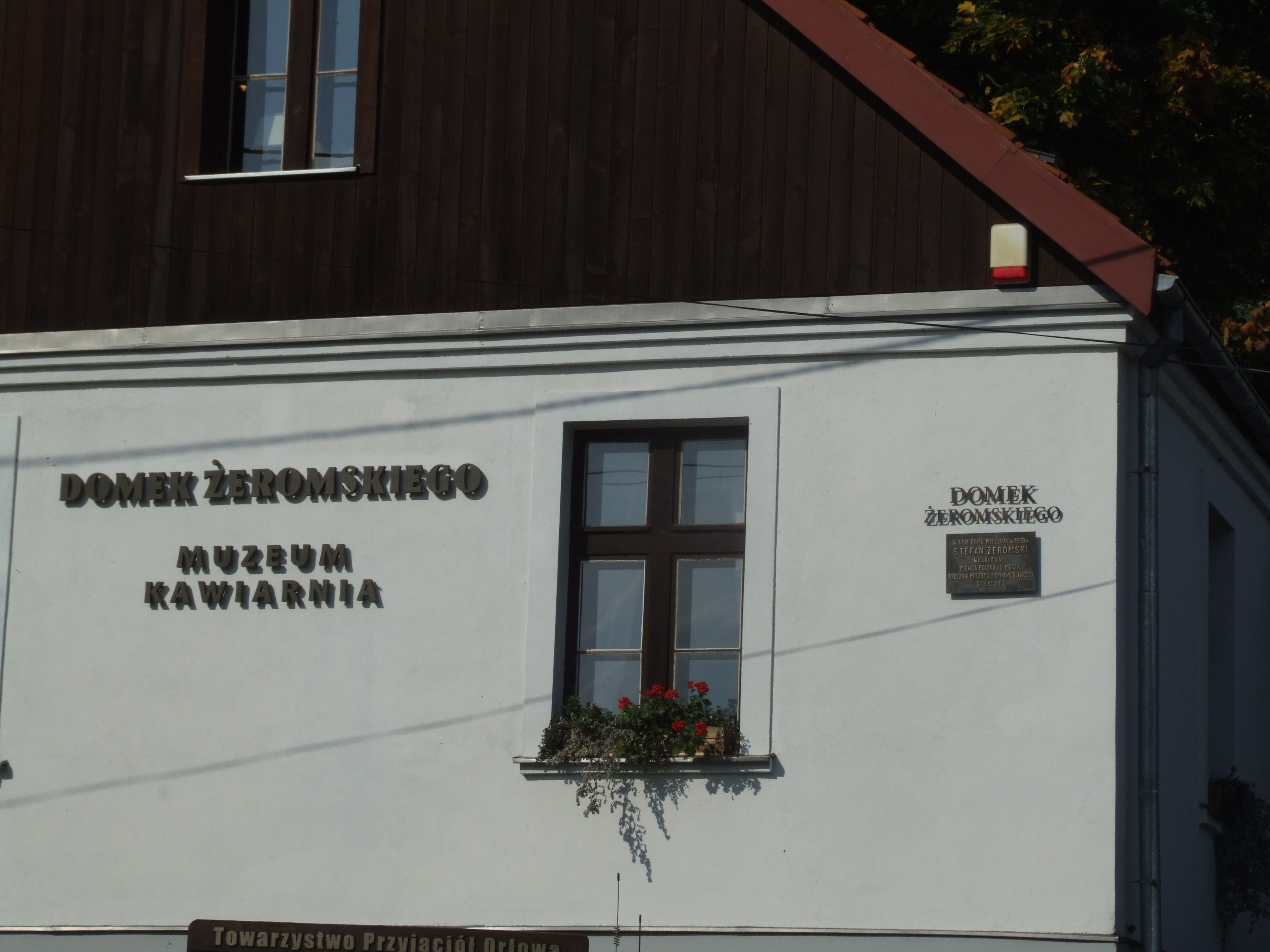
Domek Żeromskiego v Gdyni (Gdynia-Orłowo)
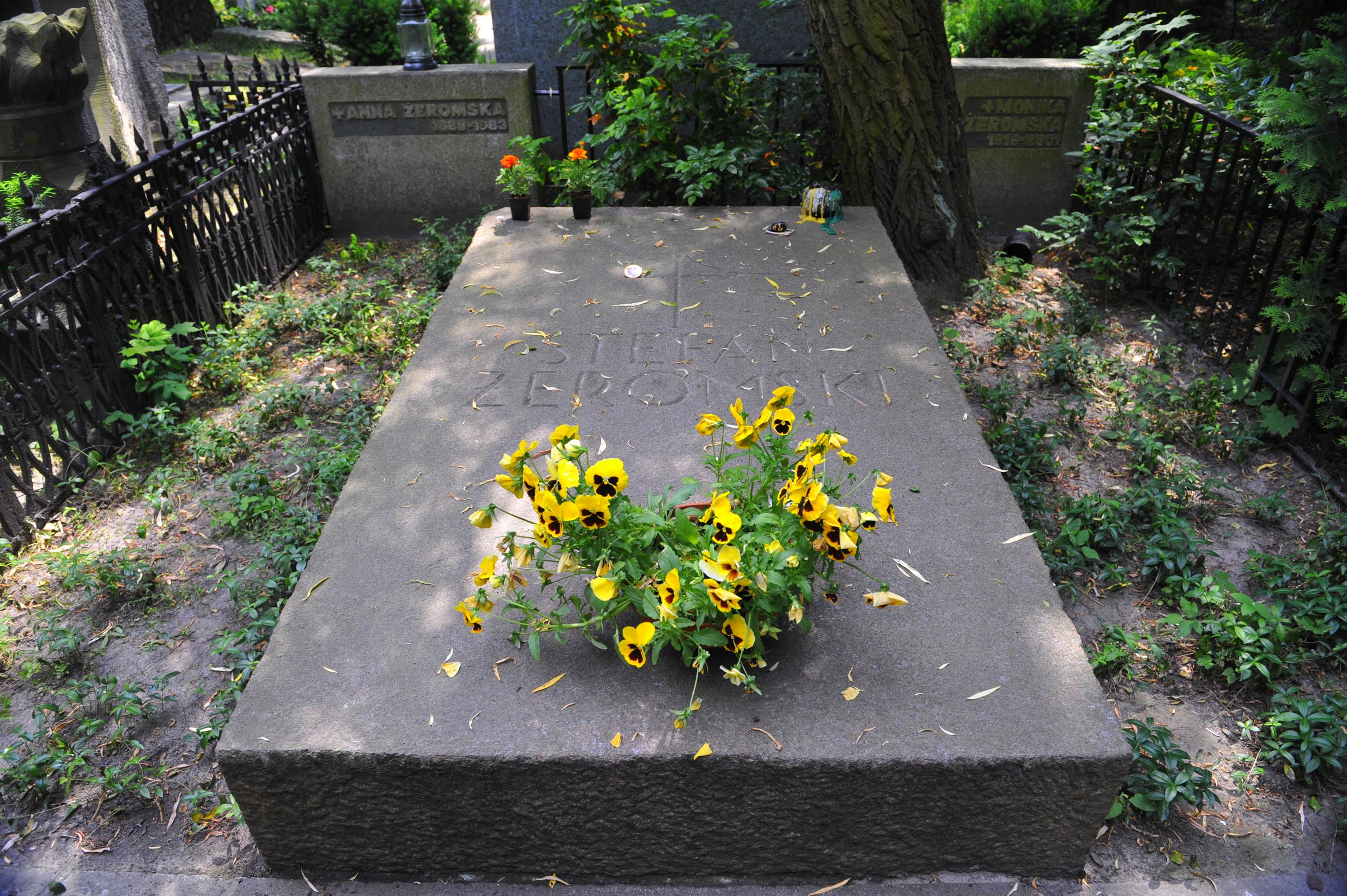
Jeho hrob ve Varšavě